# Kneževac (Knić)
Pour les articles homonymes, voir Kneževac.
Kneževac (en serbe cyrillique : Кнежевац) est un village de Serbie situé dans la municipalité de Knić, district de Šumadija. Au recensement de 2011, il comptait 196 habitants.

## Démographie
| 1948 | 1953 | 1961 | 1971 | 1981 | 1991 | 2002 | 2011 |
| ---- | ---- | ---- | ---- | ---- | ---- | ---- | ---- |
| 483  | 470  | 430  | 386  | 338  | 285  | 208  | 196  |

|  |